# Jason Myers
Jason Myers (* 12. Mai 1991 in Chula Vista, Kalifornien) ist ein US-amerikanischer American-Football-Spieler auf der Position des Kickers. Aktuell spielt er für die Seattle Seahawks in der National Football League (NFL).

## Frühe Jahre
Myers besuchte die Mater Dei Catholic High School in seiner Geburtsstadt. Dort war er in der Football-, Fußball- und Basketballmannschaft der Schule aktiv. In seinem letzten Jahr wurde er zum Mesa Kicker of the Year gewählt. Außerdem gewann er mit der Fußballmannschaft seiner Schule eine Meisterschaft im Staat Kalifornien. Nach seinem Highschoolabschluss erhielt er ein Stipendium vom Marist College in Poughkeepsie, New York, für die er von 2009 bis 2012 spielte. Dabei war er in allen 4 Jahren Stammspieler und nebenbei auch noch Punter seines Teams. In seinem letzten Jahr konnte er 5 von 10 Fieldgoals verwandeln, dazu musste er den Ball 56 mal punten.

## NFL

### Arena Football League
Beim NFL-Draft 2013 wurde Myers von keinem Team ausgewählt. Deswegen entschied er sich, einen Vertrag bei den San Jose SaberCats in der Arena Football League zu unterschreiben. Danach spielte er noch kurz für die Arizona Rattlers, ebenfalls in der Arena Football League.

### Jacksonville Jaguars
Im Jahr 2015 trainierte Myers mit Michael Husted, um an einem Free Agent Combine in Mobile, Alabama teilnehmen zu können. Dabei fiel er den Jacksonville Jaguars auf, die ihn infolgedessen unter Vertrag nahmen. Dort setzte er sich gegen Veteran Josh Scobee durch und wurde auf Anhieb Stammspieler als Kicker. Sein NFL-Debüt gab er am 1. Spieltag der Saison 2015 bei der 9:20-Niederlage gegen die Carolina Panthers, bei der er 1 von 2 Fieldgoalversuchen verwandelte, allerdings seinen einzigen Versuch für einen Extrapunkt verschoss. Am 2. Spieltag konnte er am Ende des 2. Quarters ein Fieldgoal aus 58 Yards erzielen, das längste seiner Rookie-Saison. 28 Sekunden vor Spielende traf er erneut, diesmal aus 28 Yards, zum 23:20-Sieg gegen die Miami Dolphins. Insgesamt konnte Myers in seinem ersten Jahr in der NFL 82,1 % seiner Extrapunkte sowie 86,7 % seiner Fieldgoals verwandeln. Somit sorgte er für 110 Punkte für sein Team.
In seinem 2. Jahr war Myers erneut Stammspieler als Kicker für die Jaguars. Er konnte seine Quote der erzielten Extrapunkte auf 90,6 % steigern, allerdings sank die Quote der Fieldgoals auf 79,4 %. Er erzielte erneut 110 Punkte. Zusätzlich hatte er in der Saison 2016 die meisten Fieldgoalversuche aus mehr als 50 Yards Entfernung aller Kicker der NFL, nämlich 12, von denen er 7 verwandelte. Auch in die Saison 2017 startete er als Stammspieler der Jaguars. Allerdings wurde Myers nach der 17:27-Niederlage gegen die Los Angeles Rams entlassen, da er nur einen seiner drei Fieldgoalversuche verwandeln konnte.

### Seattle Seahawks (1. Mal)
Daraufhin unterschrieb er im Januar 2018 einen Vertrag bei den Seattle Seahawks. Allerdings verlor er den mannschaftsinternen Wettkampf um die Rolle des Starting Kickers gegen Sebastian Janikowski. Daraufhin wurde er am 20. August 2018 von den Seahawks entlassen.

### New York Jets
Am 21. August 2018 konnte er einen Vertrag bei den New York Jets unterschreiben. Dort wurde er direkt Stammspieler. Sein Debüt für sein neues Team gab er am 1. Spieltag der Saison 2018 beim 48:17-Sieg gegen die Detroit Lions, bei dem er 6 von 6 Extrapunktversuche und 2 von 2 Fieldgoalversuche verwandeln konnte. Somit sorgte er für insgesamt 12 Punkte. Am 6. Spieltag konnte er einen neuen Franchise-Rekord der Jets aufstellen, indem er 7 Fieldgoals erzielte. Zusätzlich traf er noch bei beiden Extrapunktversuchen. Somit konnten die Jets das Spiel gegen die Indianapolis Colts mit 42:34 gewinnen. Myers wurde daraufhin zum AFC Special Teams Player of the Week ernannt. Am 13. Spieltag kam er bei der 22:26-Niederlage gegen die Tennessee Titans zu seinem 50. Einsatz in der Liga. Insgesamt konnte Myers in der Saison 2018 90,9 % seiner Extrapunktversuche und 91,7 % seiner Fieldgoalversuche verwandeln. Er sorgte damit für 129 Punkte. Aufgrund dieser Leistung wurde er nach der Saison in den Pro Bowl gewählt. Dabei konnte er ebenfalls 2 Fieldgoals erzielen. Nach der Saison wurde Myers ein Free Agent.

### Seattle Seahawks (2. Mal)
Am 14. März 2019 unterschrieb er erneut einen Vertrag bei den Seattle Seahawks, diesmal über 4 Jahre und 15,45 Millionen US-Dollar. Dort wurde er auf Anhieb Stammspieler. Sein Debüt für die Seahawks gab er am 1. Spieltag der Saison 2019 beim 21:20-Sieg gegen die Cincinnati Bengals. Dabei verwandelte er seine beiden Extrapunktversuche. Insgesamt konnte er in der Saison 90,9 % seiner Extrapunktversuche, allerdings nur 82,1 % seiner Fieldgoalversuche verwandeln. Die Seahawks konnten in diesem Jahr 11 Spiele gewinnen und verloren nur 5. Somit qualifizierten sie sich für die NFL-Playoffs. Dort gab Myers am 5. Januar 2020 beim 17:9-Sieg gegen die Philadelphia Eagles sein Debüt. Er konnte ein Fieldgoal erzielen. In der darauffolgenden Runde schieden die Seahawks allerdings mit 23:28 gegen die Green Bay Packers aus.
In der Saison 2020 war Myers ebenfalls Stammspieler. Am 15. November 2020 konnte er bei der 16:23-Niederlage gegen die Los Angeles Rams ein Fieldgoal aus 61 Yards Entfernung erzielen. Damit sorgte er für eine neue persönliche Bestleistung und einen neuen Franchise-Rekord für die Seahawks. Am 15. Spieltag beim 20:15-Sieg gegen das Washington Football Team stellte er einen weiteren Franchise-Rekord auf, indem er den 31. Fieldgoalversuch in Folge verwandeln konnte. Damit zog er an Olindo Mare vorbei. In der Saison 2021 konnte er zunächst seinen Rekord weiter ausbauen. Erstmals verschoss er am 3. Spieltag bei der 17:30-Niederlage gegen die Minnesota Vikings, zuvor hatte er 37 Field Goals in Folge verwandelt. Danach konnte er nicht mehr an seine Leistungen der Vorsaison anknüpfen und verwandelte nur 17 seiner 23 Field-Goal-Versuche.
Auch in der Saison 2022 blieb Myers der Kicker der Seahawks. Am 4. Spieltag konnte er beim 48:45-Sieg gegen die Detroit Lions jeden seiner sechs Extrapunktversuche verwandeln und somit seinen Karrierehöchstwert egalisieren. Insgesamt konnte er 41 von 42 Extrapunktversuchen und 34 von 37 Fieldgoals erzielen. Mit somit insgesamt 143 erzielten Punkten war er der Scoring Leader der Saison 2022. Für diese guten Leistungen wurde er zum zweiten Mal in seiner Karriere in den Pro Bowl berufen. Nach der Saison unterschrieb Myers einen neuen Vierjahresvertrag bei den Seahawks, der ihm bis zu 21 Millionen US-Dollar zusagt.
Auch in den folgenden Jahren blieb Myers der Kicker der Seahawks. Sowohl am dritten als auch am zehnten Spieltag der Saison 2023 konnte er jeweils fünf Field Goals erzielen. Nach dem 29:26-Sieg gegen die Washington Commanders am zehnten Spieltag wurde er sogar zum NFC Special Teams Player of the Week ernannt. Myers beendete die Saison mit 35 erzielten Field Goals aus 42 Versuchen sowie 33 Extrapunkten. Es war das erste Mal in seiner Karriere, dass er in einer Saison keinen Extrapunktversuch verschossen hatte. 2024 gelangen ihm 26 von 30 Field Goals sowie 37 von 40 Extrapunkten.

## Karrierestatistiken
| Legende | Legende            |
| ------- | ------------------ |
| Fett    | Karrierehöchstwert |

### Regular Season
| Saison                             | Team             | Spiele | Fieldgoals | Fieldgoals | Fieldgoals | Fieldgoals | Extrapunkte | Extrapunkte | Extrapunkte | Erzielte Punkte |
| Saison                             | Team             | Spiele | Erzielte   | Versuche   | %          | Längstes   | Erzielte    | Versuche    | %           | Erzielte Punkte |
| ---------------------------------- | ---------------- | ------ | ---------- | ---------- | ---------- | ---------- | ----------- | ----------- | ----------- | --------------- |
| 2015                               | Jaguars          | 16     | 26         | 30         | 86,7       | 58         | 32          | 39          | 82,1        | 110             |
| 2016                               | Jaguars          | 16     | 27         | 34         | 79,4       | 56         | 29          | 32          | 90,6        | 110             |
| 2017                               | Jaguars          | 6      | 11         | 15         | 73,3       | 47         | 15          | 17          | 88,2        | 50              |
| 2018                               | Jets             | 16     | 33         | 36         | 91,7       | 56         | 30          | 33          | 90,9        | 129             |
| 2019                               | Seahawks         | 16     | 23         | 28         | 82,1       | 54         | 40          | 44          | 90,9        | 109             |
| 2020                               | Seahawks         | 16     | 24         | 24         | 100,0      | 61         | 49          | 53          | 92,5        | 121             |
| 2021                               | Seahawks         | 17     | 17         | 23         | 73,9       | 53         | 44          | 47          | 93,6        | 95              |
| 2022                               | Seahawks         | 17     | 34         | 37         | 91,9       | 56         | 41          | 42          | 97,6        | 143             |
| 2023                               | Seahawks         | 17     | 35         | 42         | 83,3       | 55         | 33          | 33          | 100,0       | 138             |
| 2024                               | Seahawks         | 17     | 26         | 30         | 86,7       | 59         | 37          | 40          | 92,5        | 115             |
| Gesamte Karriere                   | Gesamte Karriere | 154    | 256        | 299        | 85,6       | 61         | 350         | 380         | 92,1        | 1.118           |
| Quelle: pro-football-reference.com |                  |        |            |            |            |            |             |             |             |                 |

### Playoffs
| Saison                             | Team             | Spiele | Fieldgoals | Fieldgoals | Fieldgoals | Fieldgoals | Extrapunkte | Extrapunkte | Extrapunkte | Erzielte Punkte |
| Saison                             | Team             | Spiele | Erzielte   | Versuche   | %          | Längstes   | Erzielte    | Versuche    | %           | Erzielte Punkte |
| ---------------------------------- | ---------------- | ------ | ---------- | ---------- | ---------- | ---------- | ----------- | ----------- | ----------- | --------------- |
| 2019                               | Seahawks         | 2      | 2          | 4          | 50,0       | 49         | 4           | 4           | 100,0       | 10              |
| 2020                               | Seahawks         | 1      | 2          | 2          | 100,0      | 52         | 2           | 2           | 100,0       | 8               |
| 2022                               | Seahawks         | 1      | 1          | 1          | 100,0      | 56         | 2           | 2           | 100,0       | 5               |
| Gesamte Karriere                   | Gesamte Karriere | 4      | 5          | 7          | 71,4       | 56         | 8           | 8           | 100,0       | 23              |
| Quelle: pro-football-reference.com |                  |        |            |            |            |            |             |             |             |                 |